# Consolea millspaughii
Consolea millspaughii là một loài thực vật có hoa trong họ Cactaceae. Loài này được (Britton) A.Berger mô tả khoa học đầu tiên năm 1926.